# Lycium schizocalyx
Lycium schizocalyx är en potatisväxtart som beskrevs av Charles Henry Wright. Lycium schizocalyx ingår i släktet bocktörnen, och familjen potatisväxter. Inga underarter finns listade i Catalogue of Life.